# Tyler Shields
Tyler Shields (nascut el 28 d'abril del 1982 a Jacksonville, Florida) és un fotògraf i director americà conegut per la seva fotografia provocativa. Shields guanyà fama al juny de 2017 per una fotografia de la còmica Kathy Griffin subjectant un bust que sembla el cap decapitat de Donald Trump.
Shields és reconegut com el fotògraf favorit de Hollywood. 

## Fotografia
Shields ha fet servor les idees de sexe, mort, carn, obsessió, malsons i fantasia per explorar la peculiaritat de la condició humana. Per mostrar-ho ha exposat diverses sèries de fotografies. El gener de 2016, la revista Vanity Fair va presentar algunes de les fotografies de Shields on sortien Colton Haynes i Emily Bett. Posteriorment, a la seva sèrie de fotografies «Historical Fiction» (2015) va mostrar un home afroamericà penjant a un membre del KKK; aquesta mateixa sèrie va cobrir esdeveniments com la mort de James Dean, John F Kennedy, Dr Martin Luther King i Marilyn Monroe, l'arribada del primer home a la Lluna i el trencament de la banda The Beatles.
A la seva sèrie del 2014 Provocateur hi havia un cocodril mossegant una bossa de pell de cocodril i, a una altra fotografia de la mateixa sèrie, «Three Witches» (tres bruixes), va ser inclosa com a part de la subhasta de Sotheby a Londres. Aquesta no va ser l'única de les seves fotografies que va ser subhastada, ja que la seva fotografia «Bunny» també va aparèixer a la subasta de Phillip, també a Londres.
Shields ha escrit dos llibres de fotografia. El primer, «The Dirty Side of Glamour», va ser publicat al novembre de 2013 i el segon, «Provocateur» el gener de 2017.
Les seves obres sovint impliquen imatges de violència i perill. Shields va recollir la sang de vint celebritats per fer una obra per la seva exposició a Los Ángeles «Life is not a Fairytale» i també va fotografiar Lindsay Lohan com una vampira per a aquesta exposició.
Ara bé, sovint se l'acusa de frivolitat i superficialitat, de voler exaltar el mateix món que critica. Hi ha força controvèrsia amb el tema de l'originalitat de les seves fotografies i amb el fet que és possible que les seves intencions siguin purament banals i provocatives, sense ànims de veritable crítica social, i que feria servir famosos només per atraure el públic. Destaquen les crítiques negatives que al·ludeixen al fet que Shields copia descaradament la fotografia i l'estil d'altres autors com, per exemple, Helmut Newton i Andy Warhol.

### The Dirty Side of Glamour
El projecte «The Dirty Side of Glamour», va ser realitzat a Amèrica l'any 2013. Se situa en el marc de la fotografia contemporània, concretament a la fotografia de retrats i crítica social. Pertany al moviment postmodernista, amb influències de l'art pop i es tracta de fotografia digital impresa en color. Shields sol preferir càmeres Hasselblad i l'objectiu que utilitza és molt variable segons el que vulgui comunicar. 
El context social que envolta aquestes fotografies és la percepció del món de les celebritats com a luxós, envejable i perceptivament perfecte, així com un gran culte al cos. També formen part d'aquest context l'actual món condicionat pel capitalisme, en el qual el consumisme hi és molt present. Així doncs, Shields dona cabuda a tots aquests aspectes en la seva obra, donant-li una visió crítica i impactant.

#### Anàlisi de les imatges

##### Nivell morfològic
A les fotografies del llibre «The Dirty Side of Glamour», sempre hi ha un mateix motiu fotogràfic que es repeteix al llarg de l'obra: apareix una celebritat immersa en una acció colpidora i impròpia, sovint mentre dialoga amb un objecte. Així, en una de les imatges es veu una noia mossegant una bossa del model Birkin de Hermès, un dels complements de moda més buscats i cars que existeixen. En una altra fotografia, en canvi, es veu un personatge central estirat al mig d'una cuina (imatge en la qual l'espai té més importància) que interactua amb un bric de llet. Aquests són dos exemples que exemplifiquen de manera clara el què trobem a l'obra de Shields: un motiu inusual que realment impacta i, alhora, atrau l'espectador.
Pel que fa als elements morfològics de les imatges, el punt d'atenció de les fotografies s'acostuma a trobar en el centre. N'hi ha un clar exemple en la fotografia de la noia amb el bric de llet que es troba al mig de la cuina i, per tant, de la imatge. A més, sovint la fotografia consta d'una gran nitidesa i d'una il·luminació realment dura, que permeten percebre a la perfecció colors molt contrastats i vius. A la imatge de la bossa Birkin clarament es fa servir una llum molt dura (les ombres dels elements que apareixen a la composició estan molt marcades), la nitidesa i colors contrastats i vius que, en aquest cas, sobretot volen ressaltar el valor econòmic de l'objecte. Succeeix el mateix amb una altra de les seves fotografies en la qual apareix un caríssim entrecot.
Shields compon morfològicament les seves imatges de tal manera que els personatges principals, els quals ens expliquen una història, tenen molt de protagonisme, ja siguin ocupant l'espai central de l'enquadrament o remarcats amb una llum forta. Això realça la importància de les accions que estan tenint lloc i provoca que l'espectador quedi realment sorprès i, sovint, impactat.

##### Nivell composatiu i enunciatiu
A les fotografies de Tyler Shields predomina una perspectiva purament frontal i plana, en alguns casos amb una angulació picada. El seu ritme intern podria correspondre al terme «aturat en el temps», és a dir, que la majoria de les seves obres són fotografies d'una persona captada en el mateix moment en el qual fa una cosa. Aquest fet ens transmet una sensació de dilatació del temps, d'un moviment mai acabat de completar, sempre obert, etern. És per això que la tensió en les seves fotografies és notable: els personatges es troben aturats en una posició d'acció, s'ha captat un moviment en el seu auge i, per tant, ens trobem amb multitud de línies d'acció i mirada, diagonals, verticals i horitzontals, que lluiten per escapar-se d'aquest «temps etern» i acabar de completar el seu moviment. Hi ha tensió especialment en elements com els punys tancats o els cossos en moviment. El dinamisme inunda les imatges, alhora que també ho fa l'estatisme: el moviment pur és aturat en el temps per propiciar el retrat de l'eterna cara obscura de la fama.
És notable la distribució de pesos en les diferents fotografies, amb una centralitat buscada gràcies a la llei dels terços. Generalment s'observa com una figura central (una celebritat) és la que aporta més pes a la imatge, després completada per altres pesos laterals, com ara poden ser els objectes amb els quals interactua la persona. A causa d'aquesta centralitat, observem que les imatges són totalment artificioses, manipulades, col·locant en el primer terme del recorregut visual a la celebritat, per després fixar-nos en l'acció que fa o en l'entorn que l'envolta. Veiem que la persona famosa és el centre de tot, allò que estructura la fotografia en si, connotant que les societats contemporànies també es construeixen al voltant de la fama i que «La fama, tal como aquí se considera, aparece como un sistema por si misma: se trata de un fenómeno estructurado, organizado e institucionalizado en la interrelación social». Però alhora, amb l'artificiosa composició d'accions aturades en el temps, de tensions infinites, se'ns mostra l'artificiositat d'aquest fenomen, la màscara que és la fama en l'actualitat en un doble sentit, en el fet que tot és una construcció mediàtica falsa i en la manipulació i corrupció de les persones que en formen part: «Una identidad manoseada, auscultada, perseguida, acaba impactada de muchas maneras, sobre todo cuando la estructura sobre la que se construye es de una gran fragilidad. Cuando la fama extiende sus tentáculos, hace falta mucha resistencia y solidez para que no se resquebraje la percepción que se tiene de uno mismo y la propia identidad».
Pel que fa a l'espai de les representacions, ens trobem amb dos tipus genèrics d'espai a les fotografies de Tyler Shields: per una banda, fons blancs simples, oberts i abstractes, completament llisos i plans i, d'altra banda, habitacions interiors tancades, barroques, concretes (per exemple espais domèstics), amb més profusió d'elements i una profunditat de camp, en molts dels casos, força exagerada. Podríem dir, per tant, que ens trobem amb dos tipus d'espai antònims. L'elecció d'un fons o un altre ve donat pel missatge que l'artista vol transmetre i la seva complexitat o iconicitat. Allò que sí que tenen en comú és que en les obres, tota l'acció es concentra en el camp; rarament es fan referències a allò que està fora de camp: la visibilitat i l'exageració imperen. Es podria dir que en les fotografies de fons blanc, la nostra referència és una acció concreta i aïllada, on només ens fixem en un parell d'elements en joc. En canvi, en les fotografies d'habitacions com a fons, es posa en joc l'element contextual per precisar més els significats dels missatges, amb els quals es volen destruir nombrosos estereotips socials. És notable la iconicitat d'aquests espais més tancats: en el cas de les fotografies en les quals ens hem centrat, cal destacar l'aparició d'espais domèstics arruïnats, connotant l'associació masclista dona – espai domèstic (especialment a la cuina, sala d'estar i dormitori), la reminiscència patriarcal de la dona com a mestressa de casa confinada a les tasques domèstiques, que ha de seguir un arquetip, essent afectuosa, amable, responsable i amb una aparença angelical. En aquesta cuina claustrofòbica, la dona es troba empresonada pels tradicionals rols de gènere. Aquí Shields destrossa aquest mite, presentant espais domèstics estereotipats destrossats i subvertits per la mateixa dona alliberada; empastifats de sang, llet (clares referències sexuals), farina (referència a la cocaïna) i foc; la destrucció d'un estereotip masclista, la possible reivindicació del reconeixement dels treballs que ha fet la dona en l'àmbit domèstic, aquest cop mostrats per joves que subverteixen de manera grotesca l'arquetip de «perfecta muller i mestressa de casa». També trobem l'escenari dels miralls, que seria un símbol associat amb el món femení, especialment com un espai de seducció per la dona. Alhora, trobem cert grau de voyeurisme en les seves posades en escena: doncs és notable com l'autor vol donar a conèixer tota la veritat que s'amaga darrere dels estereotips femenins, de celebritats i consumistes, per espiar i denunciar la cara oculta d'aquests fenòmens. Les seves descarades, artificials, exagerades i punyents posades en escena són essencialment voyeuristes, ja que «El voyerismo […] transita por el filo de un complejo entramado de límites: el límite entre lo privado y lo público, entre lo que puede ser visto y lo que no, entre la inocencia y la complicidad del sujeto, entre lo que es ético y lo que no, entre lo que es aséptico y lo que resulta erótico o violento, entre lo sugerido y lo explicitado, entre lo legal y lo ilegal».
Com acabem de veure, es tracta d'escenes totalment artificials i creades expressament, res en les imatges ens recorda a un moment d'espontaneïtat i naturalitat. A més a més, tot això queda accentuat per les mirades de les noies d'actitud directa i desafiant, cosa que trenca la quarta paret i en comptes de jutjar-les nosaltres pels seus actes, són elles mateixes les que, desvergonyidament, se'ns dirigeixen, ens jutgen i ens fan preguntar si realment hem pogut escapar d'aquesta societat i hàbits que tant retraiem. Lfes imatges ens mostren exactament el què volen dir: el què veiem no és real ni és vertader, es refereix a les fotografies i a la mateixa vida que tant s'exalta de les celebritats.
Pel que fa al temps de la representació, ja s'ha comentat abans la tensió que es provoca en les fotografies de Shields pel fet que es vol retratar moviments en ple auge, captar petits instants ocults darrere els estereotips i les mentides de la societat, corresponent al concepte d'«instant etern». Aquesta dilatació d'un instant respon perfectament al fet que les fotografies se centren en una acció concreta: l'acció mínima sol comportar una duració dilatada del temps. Cal comentar també que aquestes obres estan estretament lligades a la contemporaneïtat actual i a les concepcions capitalistes i estereotipades de les celebritats, el cos i la dona que hi imperen. La narrativitat de les imatges correspon a un discurs íntimament lligat a l'actualitat. Per exemple, la crítica cap a l'actual tendència a viure en «la cara amable del consum», immersos en aparadors i centres comercials, atrapats en una presó social que ens obliga a comprar infinitat de productes el més elitistes possible, tal com mostra la fotografia amb la bossa Birkin. O també cap al culte al cos femení, la pressió mediàtica i social que s'exerceix sobre les dones en un món on el fet d'estar en forma s'ha convertit en una tirania, ja no considerat com un terme sanitari, sinó com l'única manera de ser ben considerat en una societat que només accepta un únic cànon de bellesa. Shields critica la contemporaneïtat destruint tots els seus rols injustos i falses idealitzacions.
En tot el treball de Tyler Shields trobem que els objectes amb els quals les models actuen esdevenen subjectes de gran importància i reflexió, ja sigui des d'una bossa de 200.000 dòlars, a un tros de carn crua o als mateixos dòlars volant, com a crítica a aquesta societat consumista on tothom té una cara més fosca i corrupta. Es produeix un malbaratament dels diners on aquests es converteixen en el nostre objecte de desig principal per obtenir altres béns. Béns com el «Birkin», símbol i objecte de gran luxe cobejat, sobretot, per aquelles persones que viuen en un món d'aparences, en un món on no ets ningú sense aquest tipus d'accessoris per una vida superficial que literalment et consumeix i et fa esclau. 
Per acabar, cal recalcar que les fotografies de Shields consten de quatre elements sintàctics bàsics: una persona (una celebritat o model joves), un objecte amb connotacions i/o referències clarament visibles, un fons i una acció colpidora, molts cops grotesca i impròpia, que té com a objectiu desconstruir els conceptes de dona, consum i fama que la societat contemporània té idealitzats. Tots aquests elements es combinen per mostrar la cara oculta de la fama, on les celebritats viuen en un món paral·lel autodestructiu, les dones que ja no accepten el rol que se'ls imposa i es rebel·len contra el patriarcat, una societat on es valoren els diners i la possessió d'objectes elitistes alhora que s'abandonen els principis humans fonamentals, etc. En definitiva, Shields es val d'unes composicions artificioses amb elements de fortes connotacions. Per exemple, diners – consumisme, planxa – àmbit domèstic o mirall – multiplicitat i idealització. També utilitza uns espais variables i un temps dilatat per criticar un món deshumanitzat on la fama autodestructiva i els rols estereotipats s'apoderen de les nostres vides, on la brutalitat es fa patent. 

###### Plagi i crítiques
Com ja hem introduït en un principi, a Tyler Shields se'l critica per la seva similitud amb altres fotògrafs o autors de gran renom com són Andy Warhol i Helmut Newton. Si bé es veritat que algunes de les seves imatges guarden un semblant més que obvi amb els treballs d'aquests altres dos artistes, també hem de saber mirar més enllà i considerar que, com Warhol, el qual va ser el pioner de la tendència del Pop Art dels anys seixanta, ambdós es troben fascinats per la idea de l'abundància, la societat de consum i de masses i el culte a les grans celebritats com si fossin els nous Déus d'aquesta era. De la mateixa manera que els objectes i símbols de Warhol (bitllets, ampolles de Coca-Cola o llaunes de sopa) Tyler Shields agafa també els dòlars, un Birkin, baüls Louis Vuitton o sabates Louboutin i, a través de la utilització reiterada d'aquests símbols, acaben representats com a banals i despersonalitzats. En l'obra d'en Warhol ho trobem en la repetició a tot color d'aquests objectes o la cara d'una Marylin també objectualitzada per una indústria. En el cas del nostre fotògraf, però, aquest fet està mostrat d'una manera molt més gràfica i destructiva al calar-los foc o arruïnar-los completament.
Precisament és per aquesta forma que té Tyler Shields d'elaborar un discurs crític que sovint ha estat objecte de discussió per la seva superficialitat i hipocresia i per una manera massa obvia i pobra de fer una critica al consumisme. Ell mateix, en una entrevista a The Hollywood Reporter, es refereix a les celebritats com a persones normals, però amb la diferència que aquestes viuen sota un microscopi i la gent queda encisada per aquesta idea de fama, luxe, celebritat i una vida d'excessos. «People get caught up in the idea of celebrity, fame, luxury, excess -- but all they really are is an idea». El que busca amb les seves imatges és provocar una reacció i no mostrar la cara narcisista del seu propi excés i luxe com ha estat tantes vegades acusat, ja que amb la utilització de celebritats amb una vida «envejable» i amb el cos «perfecte» sembla que vulgui fer una exaltació d'aquesta vida ideal i elitista de la qual mai podrem arribar a formar-ne part encara que vulguem.
El mateix passa amb l'attrezzo de les imatges, els quals són accessoris de luxe que utilitza només per destrossar-los i demostrar un punt de vista que quedaria anul·lat per la manera que escull com crear el seu discurs. Sorgeix una lectura elitista on només ell, i no nosaltres, es pot permetre gastar tota aquesta quantitat de diners i aleshores totes les crítiques sobre aquesta actitud es veuen com una simple enveja a la seva vida.
També cal destacar que ell predica que tot el que hi veiem és real i per això fa el mínim ús de les tècniques de retoc digital, ja que, com ell mateix diu, no s'explica la mateixa història si a través del Photoshop es crea un «Birkin» en flames que si realment es fa i una model es troba a centímetres d'aquest.

##### Nivell semàntic
Les fotografies estudiades seran treballades, en aquest apartat, des de la crítica feminista, la desmitificació del culte a la fama i a les celebritats i l'anticonsumista.
Començant per la crítica feminista, el primer a destacar és la clara presència femenina en les fotografies. Però no són simplement dones en general, són dones que segueixen uns cànons de bellesa, són cossos que cobren sentit únicament dins del marge que ens presenta la mateixa fotografia. Són cossos —i no es pot dir d'una altra manera perquè dins de la societat representen un conjunt de valors estètics— forçats a formar part d'una realitat que els oprimeix.
La indústria de la moda, les celebritats i la fama fan creure a la dona que el més important sobre si mateixa és com es veu exteriorment. És per això que ja des de ben joves, les dones es troben amb el fet que han de gastar enormes quantitats de temps, energia i diners en aconseguir la perfecció exterior i en sentir-se avergonyides i culpables quan fallen. Això ho podem veure exemplificat a la imatge en la qual apareix una noia vomitant purpurina (figura 8), ja que se sent avergonyida de no ser capaç d'arribar a la bellesa ideal, la qual cosa la porta a sentir-se malament. Actualment ens trobem sota la tirania de les imatges de la bellesa ideal. És des d'aquesta pressió que es crea un culte al voltant del cos. I no només això, sinó que les noies reben el missatge constant de que han de ser «sexys» i extremadament primes per poder ser acceptades com a membres de la societat i, més concretament, de la societat de les celebritats. La sensualitat i provocació femenina han passat a ser un desig interioritzat com a individual sense adonar-se que és un patró que s'ha incorporat des de fora. Tal com diu Susie Orbach a «La Tiranía del culto al cuerpo»: «Hoy en día, lo sexual se ha hiperestimulado. El uso de cuerpos sexualizados para representar i vendernos la historia de la buena vida en una sociedad de consumo nos ofrece las imágenes de cómo deberíamos presentarnos a nosotros mismos como seres sexuales y qué aspecto deberíamos tener mientras nos relacionamos sexualmente». A la dona sexy se li deixa poc espai perquè es desenvolupi en altres esferes més intel·lectuals, és per això que a les fotografies de Tyler Shields estudiades trobem a la dona sexy no només solament com a tal sinó de la mà d'estereotips, com el de la dona de la llar. La figura femenina cada vegada es va reduint més i més, fins a quedar, pràcticament, deshumanitzada.
Per acabar dins d'aquest apartat, cal fer esment a la violència masclista acompanyada de la idea de submissió de la dona que es va repetint al llarg de la obra de Tyler Shields. És la dona qui està sota les ordres de la figura masculina i és reduïda en si mateixa per ser esclava d'una situació on l'home té el poder. La primera fase per justificar la violència és la deshumanització de la víctima. Això es veu amb els hematomes, la sang o la vestimenta femenina provocativa fora de context. Tot això crea una visió de dominació de la dona per part de la figura masculina que resulta constant.
Malgrat això, la destrucció de la persona no acaba quan arriba a la fama, sinó que només acaba de començar. Quan la fama que hi ha al voltant d'una persona és suficient com per considerar-la una celebritat, hi ha una forta pressió constant per mantenir-se en aquest estatus. Els fans i els periodistes tenen el punt de la mira col·locat en aquesta celebritat i això acaba comportant una renuncia a la normalitat. Mari Mora, en el seu article «El efecto letal de la fama», al·lega que «entre la por a perdre allò aconseguit i l'aclaparament de sentir-se posseït per una multitud moltes vegades irracional, germina una sensació d'aïllament, junt amb la desconfiança i a vegades fins i tot la paranoia».
La imatge de la celebritat es troba sota un continu judici; això crea una pressió molt difícil de controlar i que pot desestabilitzar completament una persona. Arribat aquest punt, la celebritat, com ens mostren les imatges estudiades, es refugia en l'alcohol, el tabac o les drogues. Busca una via d'escapament a la soledat en què s'ha vist forçada a viure, ja que les relacions personals són purament per interès. La riquesa i el glamour atrauen a les altres persones més que la pròpia personalitat de la celebritat. A causa d'aquesta reformulació de les relacions personals, es creen identitats grapejades i perseguides que acaben fortament impactades. Quan la fama arriba d'una forma abrupta, els resultats de l'èxit es converteixen en nocius.
Dins de les fotografies trobem també una clara crítica a la societat del consumisme, motivada essencialment pel capitalisme. Tyler Shields mostra una societat que va més enllà del consum de les necessitats bàsiques. Traspassa la barrera del consum per anar cap al consumisme quan mostra situacions on els personatges no estan cobrint les seves vertaderes necessitats bàsiques. Des que la societat es comença a considerar com a moderna, la publicitat i altres tècniques de difusió dels productes duen a les persones a un cercle viciós del consum, el qual els fa creure que el seu simple desig de tenir un producte és, en realitat, una necessitat.
Llavors, queda clar que és aquest consumisme, aquesta —falsa— necessitat d'adquirir nous productes la que ens porta a ser capaços de dividir la societat segons el seu poder adquisitiu. A les fotografies de Tyler Shields se'ns mostra clarament una idea de glamour lligada a les marques, a la moda, les tendències i l'excés; el consum d'aquest tipus de productes està directament associat a una classe social molt concreta. I aquesta classe social, precisament per demostrar que té glamour, que posseeix un alt nivell adquisitiu, consumeix productes a priori innecessaris. D'aquesta manera, no deixen cap mena de dubte a la resta de la societat quant a quin és el seu estrat social. Tyler Shields ens mostra uns personatges que no titubegen a l'hora de gastar els seus diners en maquillatge, en les marques més cares d'accessoris, en el restaurant o el club de moda, és la necessitat de la classe alta de mostrar-se com a diferents; socialment diferents.
Aquest conjunt de característiques que es mostren a les imatges en forma de crítica tenen la seva base en el capitalisme. Aquest sistema impulsat pels diners com a font de tota mena de poders crea en les persones unes ànsies d'acumular, una gana que no acaba de saciar-se mai. Com diu Santiago Alba Rico en el seu llibre «Capitalismo y nihilismo: Dialéctica del hambre y la mirada», avui en dia, a causa del capitalisme, existeix «la gana dels que no mengen i la gana dels que no deixen de menjar. La vertadera ideologia de la globalització és la gana: el dret a menjar il·limitadament». 

## Filmografia
Al 15 de desembre de 2014, el guió de Shields «The Wild Ones» va aparèixer a la Llista Negra, una llista anual dels millors guions que no s'han arribat a produir.
Al 2015 va dirigir la pel·lícula d'acció i thriller anomenada «Final Girl» amb la Abigail Breslin com a protagonista.